# 노금란
노금란(1993년 8월 18일 ~ )은 대한민국의 전직 여자 배구 선수로, 현재는 김천 한국도로공사 하이패스 스포츠단 운영대리다 2012년 10월 23일 열린 2012-2013시즌 여자 신인선수 드래프트에서 1라운드 4순위로 한국도로공사 하이패스 제니스에 입단하였다. 높이가 상당히 높고 고등학교때부터 블로킹과 수비에서 재능을 보이며 주목을 받았다.